# Weibliches Geschlecht

In der Biologie steht das Venussymbol für das weibliche Geschlecht

Das weibliche Geschlecht ist bei der zweigeschlechtlichen Fortpflanzung dasjenige Geschlecht, das die weiblichen Keimzellen (Eizellen) bereitstellt, die von der größeren Menge der männlichen Keimzellen (Spermien) befruchtet werden und einen oder mehrere Nachkommen (Mehrlinge) entstehen lassen. Es wird mit dem Venussymbol ♀ gekennzeichnet.

## Grundlagen
Höhere Tiere und Pflanzen vermehren sich in der Regel geschlechtlich (sexuell). Es kommen zwar viele Arten (oder höhere systematische Einheiten) mit ungeschlechtlicher Fortpflanzung vor, diese ist aber dann durch Evolution entstanden, das heißt die Vorfahren dieser Gruppen besaßen geschlechtliche Fortpflanzung. Meist sind dabei weibliches (feminines) und männliches (maskulines) Geschlecht auf verschiedene Individuen verteilt, bei Tieren Weibchen und Männchen genannt. Auch Arten, bei denen echte Zwitter vorkommen (Hermaphroditismus), Arten mit Selbstbefruchtung (Autogamie) sowie einhäusige Pflanzen vermehren sich geschlechtlich – hier sind die Individuen sowohl weiblich wie auch männlich, entweder gleichzeitig (simultan) oder nacheinander (sukzessiv). Die Zweigeschlechtlichkeit hat sich im Laufe der Evolution mehrmals unabhängig voneinander entwickelt (siehe auch Nachteile der geschlechtlichen Fortpflanzung und Geschlechtsdetermination).
Beim Menschen und bei einigen anderen Arten kommen gelegentlich Individuen vor, die sich nicht eindeutig einem der beiden Geschlechter zuordnen lassen, früher oft auch Hermaphroditen genannt (Zwittertum). Dies wird in der Biologie allgemein als Gynandromorphismus bezeichnet, beim Menschen eher als Intergeschlechtlichkeit, gesellschaftlich als drittes Geschlecht zu Frau und Mann (vergleiche Divers). Im Gegensatz zum echten Zwittertum sind solche Individuen aber nur eingeschränkt oder gar nicht fortpflanzungsfähig.
Eine Verweiblichung (Feminisierung) liegt vor, wenn bei einem Individuum im Laufe seiner Entwicklung Eigenschaften deutlicher werden, die den weiblichen Phänotypen seiner Spezies entsprechen (zur Verweiblichung von Männern siehe Effemination, zur Vermännlichung von Frauen oder Männern siehe Virilisierung).

## Menschen
Bei Menschen wird das weibliche Geschlecht durch vier biologische Kennzeichen bestimmt:
- zwei X-Chromosomen, während das männliche Geschlecht nur eines hat
- die Sexualhormone Östrogen und Gestagen
- die primären Geschlechtsorgane Gebärmutter, Eierstöcke und Vagina
- die sekundären und tertiären Geschlechtsmerkmale, die sich im Laufe des Lebens herausbilden, wie die weibliche Brust (siehe Frau, Weiblichkeit, Menschliche Geschlechtsunterschiede)

Bei intergeschlechtlichen Personen  (früher: Zwitter, Hermaphroditen) sind die primären Geschlechtsmerkmale weniger stark ausgeprägt und lassen sich nicht eindeutig dem weiblichen oder männlichen Geschlecht zuordnen. Teilweise sind auch männliche Geschlechtsmerkmale vorhanden (Gynandromorphismus).

## Andere Tiere
Bei Tieren bestimmen unterschiedliche körperliche und genetische Mechanismen das Geschlecht eines Individuums:
- weibliche Bienen entwickeln sich aus befruchteten Eiern, die männlichen Drohnen aus unbefruchteten (siehe Geschlechtsdetermination)
- bei Vögeln haben Weibchen ungleiche Geschlechtschromosomen, Männchen dagegen zwei gleiche
- bei einigen Krokodilen und anderen Reptilien wird das Geschlecht durch die Bruttemperatur der Eier bestimmt

## Pflanzen
Bei Samenpflanzen wird danach unterschieden, ob ein Individuum
- nur Samen produziert (weiblich),
- nur Pollen produziert (männlich),
- oder beides produziert (Zwitter), wie die Mehrzahl aller Samenpflanzen.